# Harry Kewell
Harold Kewell, detto Harry (Sydney, 22 settembre 1978), è un allenatore di calcio ed ex calciatore australiano con passaporto britannico.
È stato campione d'Europa con il Liverpool nel 2005 e Calciatore oceaniano dell'anno per tre volte. È considerato inoltre, il più forte e talentuoso giocatore della Nazionale australiana di tutti i tempi. Soprannominato The Jewel (il gioiello), per la tecnica sopraffina ma anche per la sua fragilità, con i Socceroos ha esordito nel 1996, ed ha giocato 58 partite segnando 17 reti. Ha disputato con l'Australia, i Mondiali 2006, i Mondiali 2010, la Confederations Cup nel 1997, la Coppa d'Asia 2007 e la Coppa d'Asia 2011, persa in finale contro il Giappone.

## Caratteristiche tecniche
Era un centrocampista di piede sinistro, che prediligeva il ruolo di esterno di centrocampo. Era in grado di ricoprire anche il ruolo di trequartista e di seconda punta.
Era dotato di un'ottima tecnica, con un buon dribbling; in carriera però è stato spesso frenato dagli infortuni che ne hanno condizionato il rendimento. È anche un rigorista e ottimo battitore di calci piazzati.

## Carriera

### Giocatore

#### Inizi
Kewell inizia a giocare a calcio nella squadra della sua scuola, la Westfields Sports High School. All'età di 15 anni parte per l'Inghilterra insieme al suo futuro compagno di nazionale Brett Emerton per fare un provino per il Leeds United. Vennero presi entrambi ma solo Kewell riuscì a rimanere grazie al fatto che suo padre era Inglese mentre Emerton venne rimandato indietro per problemi legati all'ottenimento del permesso di soggiorno.

#### Leeds United
Kewell fa il suo esordio in prima squadra a 17 anni, il 30 marzo 1996 nella sconfitta per 0-1 contro il Middlesbrough. Un mese dopo fa il suo debutto anche nella Nazionale di calcio australiana, nella partita contro il Cile. Per vedere il suo primo gol con la maglia del Leeds United occorre però attendere l'ottobre 1997, in una partita della League Cup 97-98 contro lo Stoke City.
Kewell in questo periodo gioca come attaccante sinistro, formando una forte coppia d'attacco con l'altro australiano Mark Viduka, e trascinando il Leeds UTD sino alla semifinale di UEFA Champions League nel 2000-01. Le difficoltà finanziarie del club daranno il via a una serie di partenze dei giocatori più importanti, ma i gol della coppia d'attacco australiana riusciranno a impedire la retrocessione in First Division nella stagione 2002-2003.
Ai ferri corti con la società, Kewell finirà per trasferirsi al Liverpool nella stagione successiva.

#### Liverpool
Il rapporto col Leeds United finì in maniera traumatica, con un controverso trasferimento al Liverpool e una serie di dichiarazioni del giocatore contro la vecchia società, i compagni e l'allenatore. Prima di approdare in Inghilterra, Kewell ricevette offerte dal Milan, Chelsea, Manchester Utd, Arsenal e Barcellona, Dopo una lunga serie di infortuni che lo tormentarono sino all'ottobre 2004 Kewell riuscì ad affermare il suo valore anche nella nuova società, contribuendo alla vittoria in UEFA Champions League del 2005. Kewell diventò così il secondo calciatore australiano a vincere la UEFA Champions League (dopo Craig Johnston), giocando la partita che il Liverpool vinse contro il Milan ai rigori.
Nel novembre 2005, Kewell, recuperato dall'infortunio alla gamba che lo costrinse ad essere sostituito nella prima mezz'ora della finale, espresse il suo forte desiderio di voler ripagare la fiducia ripostagli dal tecnico Rafael Benítez che lo aveva schierato titolare.
Nella stagione 2005-2006 Kewell dimostrò che, essendo egli capace di segnare gol e di servire assist, la sua prestazione mediocre fu un problema soprattutto psicologico piuttosto che fisico. In quella stagione Kewell giocò anche la finale di FA Cup, ma venne sostituito solo dopo 48 minuti per dolori agli addominali. A fine stagione poi fu confermato dalla società e si dedicò solo ad essere pronto fisicamente per i Mondiali di calcio 2006 in Germania.
Il 30 aprile 2007 Kewell tornò in campo dopo quasi un anno di assenza. Entrò grazie ad una sostituzione in un "mini-derby" tra le riserve del Liverpool e quelle dell'Everton. In quella stagione giocò diverse partite, tra cui una eccellente contro il Charlton Athletic F.C., durante la quale Kewell mise la sua firma con un assist e un gol su rigore al 90' minuto. Per questo divenne ipotizzabile una sua presenza nella vicina finale ad Atene di UEFA Champions League che attendeva il Liverpool FC nuovamente contro il Milan. Kewell, entrando nel secondo tempo al posto di Bolo Zenden, giocò la finale, che si concluse con la vittoria del Milan per 2-1.

#### Galatasaray

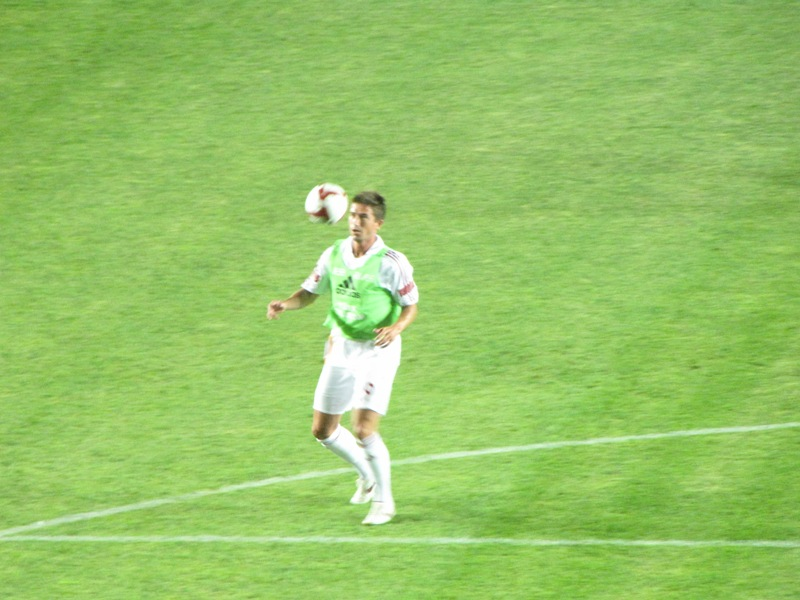
Harry Kewell con la seconda maglia del Galatasaray, nel luglio 2009.

Il 4 luglio 2008 il Galatasaray annuncia l'ingaggio di Kewell che il giorno dopo firma un contratto di due anni con il club campione di Turchia. Qui viene soprannominato "the Wizard of Oz" dai tifosi giallorossi.
Debutta con il club turco in Supercoppa Turca, subentrando nel secondo tempo e segnando il suo primo gol contro il Kayserispor. Il primo gol in campionato arriva nella vittoria per 4-1 contro il Denizlispor. Il 23 ottobre 2008, Kewell segna il gol vittoria in Coppa UEFA contro l'Olympiacos.
Nella stagione 2009–10 Kewell realizza 14 reti in 28 gare, in tutte le competizioni. Di questi, 9 in 17 gare in campionato.

#### Melbourne Victoy, Al-Gharafa e Melbourne Heart

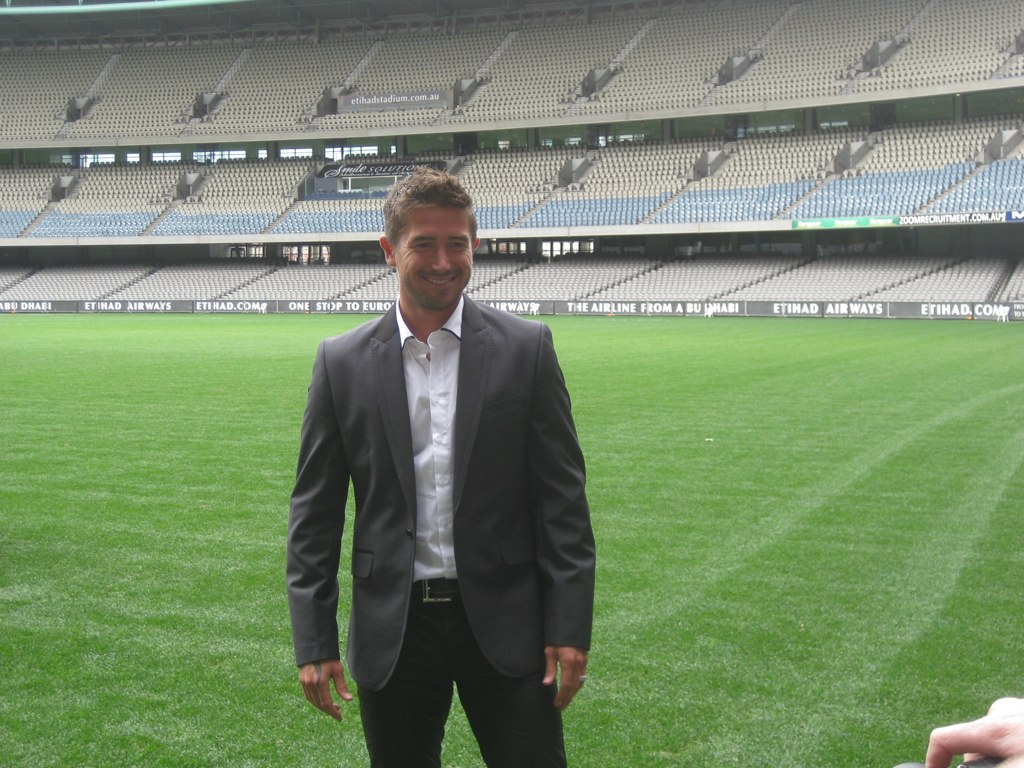
Kewell nel giorno della presentazione al Melbourne Victory.

Il 20 agosto 2011 Kewell fa ritorno in Australia nel Melbourne Victory, con cui firma un triennale.
Kewell fa la sua prima presenza nella A-League l'8 ottobre contro il Sydney FC, di fronte a 40.000 spettatori all'Etihad Stadium. La prima rete con la nuova maglia, arriva su rigore contro il Gold Coast United il 26 novembre 2011.
Il 24 giugno 2012 annuncia di tornare a giocare in Europa a causa di problemi familiari, dopo aver concluso la stagione con 25 presenze a 8 reti.
Il 6 aprile 2013 viene ingaggiato dall'Al-Gharafa, club militante in Qatar Stars League. Kewell debutta con la sua nuova squadra il 7 aprile contro l'Al Sadd. Disputa solo tre partite, preso come sostituto di Mark Bresciano e segna anche una rete.
Il 5 giugno 2013 firma un contratto con il Melbourne Heart, voluto fortemente dall'allenatore John Aloisi. Durante la prima gara della stagione contro la sua ex squadra, il Melbourne Victory, si infortuna restando fermo 3 settimane.

#### Ritiro
Martoriato dai infortuni e problemi fisici, il 26 marzo 2014 decide di ritirarsi al termine della stagione.

### Nazionale

#### 1996-2006

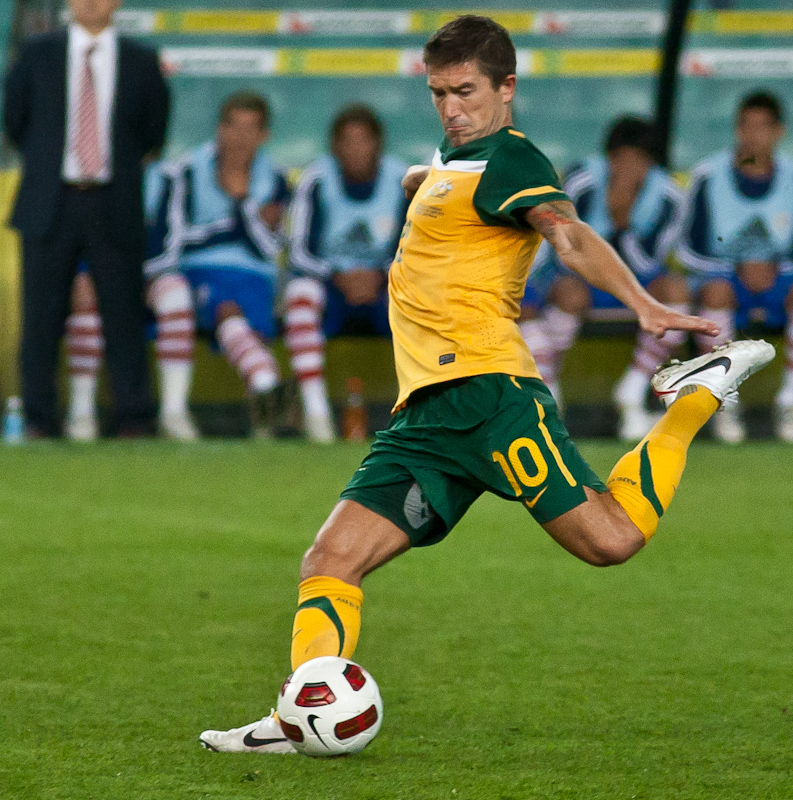
Kewell con la maglia dell'Australia nel 2011.

Kewell debuttò con la nazionale australiana contro il Cile il 23 aprile 1996, e diventò il più giovane giocatore ad aver mai vestito la maglia della sua nazionale, a 17 anni e 7 mesi.
Nel novembre 2005 l'Australia si qualificò per i Mondiali di calcio 2006 in Germania. Per vincere il girone delle qualificazioni ed andare di fatto in Germania, l'Australia dovette battere l'Uruguay in uno spareggio che si concluse con la vittoria della nazionale australiana ai rigori per 4-2. Kewell, entrato a inizio ripresa, mise la sua firma segnando il primo rigore a favore dell'Australia. Kewell fu schierato titolare durante la prima partita dell'Australia contro il Giappone, ed entrò da sostituto in quella seguente contro il Brasile. Fu decisivo nell'ultima partita del girone, contro la Croazia, dove segnò il gol del 2-2 e permise così all'Australia di accedere alla fase eliminatoria per la prima volta nella sua storia. A causa di una infiammazione tendinea al piede sinistro, Kewell non poté giocare gli ottavi di finale, che videro l'Australia essere sconfitta dall'Italia per 1-0 e quindi eliminata.

#### 2006-2012
Kewell non ha giocato per un anno in nazionale dopo la Coppa del Mondo in Germania, ma venne comunque convocato per la Coppa d'Asia 2007 divenendo comunque, una pedina fondamentale dello scacchiere di Graham Arnold. Il suo nono gol in nazionale è arrivato contro la Thailandia, nella partita terminata 4-0. Dopo la fase a gironi, nei quarti di finale contro il Giappone l'Australia perde ai calci di rigore venendo così eliminata dalla coppa asiatica.
Fa parte dei 23 dell'Australia per la spedizione ai Mondiali di calcio 2010 in Sudafrica. Non gioca però, la partita d'esordio dei canguri contro la Germania, persa 4-0. Nella seconda partita del girone contro il Ghana procura il rigore (poi trasformato da Asamoah Gyan) e viene espulso dall'arbitro Roberto Rosetti nel primo tempo, per aver toccato il pallone con la mano sulla linea di porta. Dopo la gara, Kewell si mostrerà contrario alla decisione dell'arbitro italiano, dichiarando che ha ucciso il suo mondiale.
Prende parte alla Coppa d'Asia 2011 che si svolge in Qatar. Va in gol nella prima gara contro l'India, con un tiro di sinistro da fuori area di rigore. Il secondo gol arriva nei quarti di finale, contro l'Iraq, con un colpo di testa al 118' minuto del tempo supplementare che ha permesso ai Socceroos di approdare in semifinale per la prima volta nella loro storia. Segna il suo ultimo gol nei primi minuti contro l'Uzbekistan, che viene travolto 6-0: tale risultato consente all'Australia di approdare in finale, che la vedrà sconfitta contro il Giappone.

### Allenatore
Il 23 luglio 2015 diventa il nuovo tecnico della formazione under-23 del Watford; viene esonerato il 13 aprile 2017, dopo una stagione negativa dove la squadra ha raccolto soltanto due vittorie.
Il 23 maggio sostituisce Dermot Drummy al Crawley Town, diventando così il primo australiano ad allenare una squadra professionistica inglese.
Il 1º agosto 2020 viene assunto dall'Oldham Athletic. Tuttavia il 7 marzo 2021 viene esonerato.

## Statistiche

### Presenze e reti nei club
| Stagione            | Squadra             | Campionato          | Campionato | Campionato | Coppe nazionali | Coppe nazionali | Coppe nazionali | Coppe continentali | Coppe continentali | Coppe continentali | Altre coppe | Altre coppe | Altre coppe | Totale | Totale |
| Stagione            | Squadra             | Comp                | Pres       | Reti       | Comp            | Pres            | Reti            | Comp               | Pres               | Reti               | Comp        | Pres        | Reti        | Pres   | Reti   |
| ------------------- | ------------------- | ------------------- | ---------- | ---------- | --------------- | --------------- | --------------- | ------------------ | ------------------ | ------------------ | ----------- | ----------- | ----------- | ------ | ------ |
| 1995-1996           | Leeds United        | PL                  | 2          | 0          | FACup+CdL       | 0+0             | 0               | CU                 | 0                  | 0                  | -           | -           | -           | 2      | 0      |
| 1996-1997           | Leeds United        | PL                  | 1          | 0          | FACup+CdL       | 0+0             | 0               | -                  | -                  | -                  | -           | -           | -           | 1      | 0      |
| 1997-1998           | Leeds United        | PL                  | 29         | 5          | FACup+CdL       | 4+2             | 2+1             | -                  | -                  | -                  | -           | -           | -           | 35     | 8      |
| 1998-1999           | Leeds United        | PL                  | 38         | 6          | FACup+CdL       | 5+2             | 1+2             | CU                 | 4                  | 0                  | -           | -           | -           | 49     | 9      |
| 1999-2000           | Leeds United        | PL                  | 36         | 10         | FACup+CdL       | 3+2             | 2+0             | CU                 | 12                 | 5                  | -           | -           | -           | 53     | 17     |
| 2000-2001           | Leeds United        | PL                  | 17         | 2          | FACup+CdL       | 0+0             | 0+0             | UCL                | 9                  | 0                  | -           | -           | -           | 26     | 2      |
| 2001-2002           | Leeds United        | PL                  | 27         | 8          | FACup+CdL       | 0+1             | 0+1             | CU                 | 7                  | 2                  | -           | -           | -           | 35     | 11     |
| 2002-2003           | Leeds United        | PL                  | 31         | 14         | FACup+CdL       | 4+1             | 1+0             | CU                 | 5                  | 1                  | -           | -           | -           | 41     | 16     |
| Totale Leeds United | Totale Leeds United | Totale Leeds United | 181        | 45         |                 | 24              | 10              |                    | 37                 | 8                  |             |             |             | 242    | 63     |
| 2003-2004           | Liverpool           | PL                  | 36         | 7          | FACup+CdL       | 3+2             | 0+1             | CU                 | 8                  | 3                  | -           | -           | -           | 49     | 11     |
| 2004-2005           | Liverpool           | PL                  | 18         | 1          | FACup+CdL       | 0+1             | 0+0             | UCL                | 12                 | 0                  | -           | -           | -           | 31     | 1      |
| 2005-2006           | Liverpool           | PL                  | 27         | 3          | FACup+CdL       | 6+1             | 0+0             | UCL                | 6                  | 0                  | SU+Cmc      | 0+1         | 0+0         | 41     | 3      |
| 2006-2007           | Liverpool           | PL                  | 2          | 1          | FACup+CdL       | 0+0             | 0+0             | UCL                | 1                  | 0                  | CS          | 0           | 0           | 3      | 1      |
| 2007-2008           | Liverpool           | PL                  | 10         | 0          | FACup+CdL       | 1+1             | 0+0             | UCL                | 3                  | 0                  | -           | -           | -           | 15     | 0      |
| Totale Liverpool    | Totale Liverpool    | Totale Liverpool    | 93         | 12         |                 | 15              | 1               |                    | 30                 | 3                  |             | 1           | 0           | 139    | 16     |
| 2008-2009           | Galatasaray         | SL                  | 26         | 8          | TK              | 1               | 0               | UCL+CU             | 1+8                | 0+4                | ST          | 1           | 1           | 37     | 13     |
| 2009-2010           | Galatasaray         | SL                  | 17         | 9          | TK              | 2               | 1               | UEL                | 9                  | 4                  | -           | -           | -           | 28     | 14     |
| 2010-2011           | Galatasaray         | SL                  | 20         | 5          | TK              | 3               | 0               | UEL                | 3                  | 2                  | -           | -           | -           | 26     | 7      |
| Totale Galatasaray  | Totale Galatasaray  | Totale Galatasaray  | 63         | 22         |                 | 6               | 1               |                    | 21                 | 10                 |             | 1           | 1           | 91     | 34     |
| 2011-2012           | Melbourne Victory   | AL                  | 25         | 8          | -               | -               | -               | -                  | -                  | -                  | -           | -           | -           | 25     | 8      |
| 2012-2013           | Al-Gharafa          | QSL                 | 3          | 1          | -               | -               | -               | -                  | -                  | -                  | -           | -           | -           | 3      | 1      |
| 2013-2014           | Melbourne Heart     | AL                  | 16         | 2          | -               | -               | -               | -                  | -                  | -                  | -           | -           | -           | 16     | 2      |
| Totale carriera     | Totale carriera     | Totale carriera     | 381        | 90         |                 | 45              | 12              |                    | 88                 | 21                 |             | 2           | 1           | 516    | 124    |

### Cronologia presenze e reti in nazionale
| Cronologia completa delle presenze e delle reti in nazionale ― Australia | Cronologia completa delle presenze e delle reti in nazionale ― Australia | Cronologia completa delle presenze e delle reti in nazionale ― Australia | Cronologia completa delle presenze e delle reti in nazionale ― Australia | Cronologia completa delle presenze e delle reti in nazionale ― Australia | Cronologia completa delle presenze e delle reti in nazionale ― Australia | Cronologia completa delle presenze e delle reti in nazionale ― Australia | Cronologia completa delle presenze e delle reti in nazionale ― Australia |
| Data                                                                     | Città                                                                    | In casa                                                                  | Risultato                                                                | Ospiti                                                                   | Competizione                                                             | Reti                                                                     | Note                                                                     |
| ------------------------------------------------------------------------ | ------------------------------------------------------------------------ | ------------------------------------------------------------------------ | ------------------------------------------------------------------------ | ------------------------------------------------------------------------ | ------------------------------------------------------------------------ | ------------------------------------------------------------------------ | ------------------------------------------------------------------------ |
| 23-4-1996                                                                | Antofagasta                                                              | Cile                                                                     | 3 – 0                                                                    | Australia                                                                | Amichevole                                                               | -                                                                        |                                                                          |
| 9-10-1996                                                                | Riyad                                                                    | Arabia Saudita                                                           | 0 – 0                                                                    | Australia                                                                | Amichevole                                                               | -                                                                        |                                                                          |
| 1-10-1997                                                                | Tunisi                                                                   | Tunisia                                                                  | 0 – 3                                                                    | Australia                                                                | Amichevole                                                               | -                                                                        | 46’                                                                      |
| 22-11-1997                                                               | Teheran                                                                  | Iran                                                                     | 1 – 1                                                                    | Australia                                                                | Qual. Mondiali 1998                                                      | 1                                                                        | 40’ 89’                                                                  |
| 29-11-1997                                                               | Melbourne                                                                | Australia                                                                | 2 – 2                                                                    | Iran                                                                     | Qual. Mondiali 1998                                                      | 1                                                                        | 72’                                                                      |
| 16-12-1997                                                               | Riyadh                                                                   | Arabia Saudita                                                           | 1 – 0                                                                    | Australia                                                                | Conf. Cup 1997 - 1º turno                                                | -                                                                        | 66’                                                                      |
| 19-12-1997                                                               | Riyad                                                                    | Australia                                                                | 1 – 0 gg                                                                 | Uruguay                                                                  | Conf. Cup 1997 - Semifinale                                              | 1                                                                        |                                                                          |
| 21-12-1997                                                               | Riyad                                                                    | Brasile                                                                  | 6 – 0                                                                    | Australia                                                                | Conf. Cup 1997 - Finale                                                  | -                                                                        |                                                                          |
| 23-2-2000                                                                | Budapest                                                                 | Ungheria                                                                 | 0 – 3                                                                    | Australia                                                                | Amichevole                                                               | -                                                                        | 46’                                                                      |
| 11-11-2001                                                               | Melbourne                                                                | Australia                                                                | 1 – 1                                                                    | Francia                                                                  | Amichevole                                                               | -                                                                        |                                                                          |
| 20-11-2001                                                               | Melbourne                                                                | Australia                                                                | 1 – 0                                                                    | Uruguay                                                                  | Qual. Mondiali 2002                                                      | -                                                                        |                                                                          |
| 25-11-2001                                                               | Montevideo                                                               | Uruguay                                                                  | 3 – 0                                                                    | Australia                                                                | Qual. Mondiali 2002                                                      | -                                                                        |                                                                          |
| 12-2-2003                                                                | Londra                                                                   | Inghilterra                                                              | 1 – 3                                                                    | Australia                                                                | Amichevole                                                               | 1                                                                        | 57’                                                                      |
| 7-9-2003                                                                 | Reading                                                                  | Australia                                                                | 2 – 1                                                                    | Giamaica                                                                 | Amichevole                                                               | 1                                                                        |                                                                          |
| 30-3-2004                                                                | Londra                                                                   | Australia                                                                | 1 – 0                                                                    | Sudafrica                                                                | Amichevole                                                               | -                                                                        | 64’                                                                      |
| 12-10-2004                                                               | Sydney                                                                   | Australia                                                                | 6 – 0                                                                    | Isole Salomone                                                           | Qual. Mondiali 2006                                                      | 1                                                                        | 46’                                                                      |
| 16-11-2004                                                               | Londra                                                                   | Australia                                                                | 2 – 2                                                                    | Norvegia                                                                 | Amichevole                                                               | -                                                                        |                                                                          |
| 12-11-2005                                                               | Montevideo                                                               | Uruguay                                                                  | 1 – 0                                                                    | Australia                                                                | Qual. Mondiali 2006                                                      | -                                                                        |                                                                          |
| 16-11-2005                                                               | Sydney                                                                   | Australia                                                                | 1 – 0 dts (4 – 2 dtr)                                                    | Uruguay                                                                  | Qual. Mondiali 2006                                                      | -                                                                        | 32’ 86’                                                                  |
| 7-6-2006                                                                 | Ulma                                                                     | Liechtenstein                                                            | 1 – 3                                                                    | Australia                                                                | Amichevole                                                               | -                                                                        | 58’                                                                      |
| 12-6-2006                                                                | Kaiserslautern                                                           | Australia                                                                | 3 – 1                                                                    | Giappone                                                                 | Mondiali 2006 - 1º turno                                                 | -                                                                        |                                                                          |
| 18-6-2006                                                                | Monaco di Baviera                                                        | Brasile                                                                  | 2 – 0                                                                    | Australia                                                                | Mondiali 2006 - 1º turno                                                 | -                                                                        | 56’                                                                      |
| 22-6-2006                                                                | Stoccarda                                                                | Croazia                                                                  | 2 – 2                                                                    | Australia                                                                | Mondiali 2006 - 1º turno                                                 | 1                                                                        |                                                                          |
| 30-6-2007                                                                | Singapore                                                                | Singapore                                                                | 0 – 3                                                                    | Australia                                                                | Amichevole                                                               | 1                                                                        | 61’                                                                      |
| 8-7-2007                                                                 | Bangkok                                                                  | Australia                                                                | 1 – 1                                                                    | Oman                                                                     | Coppa d'Asia 2007 - 1º turno                                             | -                                                                        |                                                                          |
| 13-7-2007                                                                | Bangkok                                                                  | Iraq                                                                     | 3 – 1                                                                    | Australia                                                                | Coppa d'Asia 2007 - 1º turno                                             | -                                                                        |                                                                          |
| 16-7-2007                                                                | Bangkok                                                                  | Thailandia                                                               | 0 – 4                                                                    | Australia                                                                | Coppa d'Asia 2007 - 1º turno                                             | 1                                                                        | 61’                                                                      |
| 21-7-2007                                                                | Hanoi                                                                    | Giappone                                                                 | 1 – 1 dts (4 – 3 dtr)                                                    | Australia                                                                | Coppa d'Asia 2007 - Quarti di finale                                     | -                                                                        | 61’ 65’                                                                  |
| 17-11-2007                                                               | Londra                                                                   | Australia                                                                | 1 – 0                                                                    | Nigeria                                                                  | Amichevole                                                               | -                                                                        |                                                                          |
| 22-3-2008                                                                | Kallang                                                                  | Singapore                                                                | 0 – 0                                                                    | Australia                                                                | Amichevole                                                               | -                                                                        | 46’                                                                      |
| 23-5-2008                                                                | Sydney                                                                   | Australia                                                                | 1 – 0                                                                    | Ghana                                                                    | Amichevole                                                               | -                                                                        | 72’                                                                      |
| 1-6-2008                                                                 | Brisbane                                                                 | Australia                                                                | 1 – 0                                                                    | Iraq                                                                     | Qual. Mondiali 2010                                                      | 1                                                                        | 77’                                                                      |
| 7-6-2008                                                                 | Dubai                                                                    | Iraq                                                                     | 1 – 0                                                                    | Australia                                                                | Qual. Mondiali 2010                                                      | -                                                                        | 70’                                                                      |
| 14-6-2008                                                                | Doha                                                                     | Qatar                                                                    | 1 – 3                                                                    | Australia                                                                | Qual. Mondiali 2010                                                      | 1                                                                        | 86’                                                                      |
| 22-6-2008                                                                | Sydney                                                                   | Australia                                                                | 0 – 1                                                                    | Cina                                                                     | Qual. Mondiali 2010                                                      | -                                                                        | cap.                                                                     |
| 6-9-2008                                                                 | Eindhoven                                                                | Paesi Bassi                                                              | 1 – 2                                                                    | Australia                                                                | Amichevole                                                               | 1                                                                        | 46’                                                                      |
| 10-9-2008                                                                | Tashkent                                                                 | Uzbekistan                                                               | 0 – 1                                                                    | Australia                                                                | Qual. Mondiali 2010                                                      | -                                                                        | 90’                                                                      |
| 19-11-2008                                                               | Manama                                                                   | Bahrein                                                                  | 0 – 1                                                                    | Australia                                                                | Qual. Mondiali 2010                                                      | -                                                                        | 71’                                                                      |
| 1-4-2009                                                                 | Sydney                                                                   | Australia                                                                | 2 – 0                                                                    | Uzbekistan                                                               | Qual. Mondiali 2010                                                      | 1                                                                        | 75’                                                                      |
| 6-6-2009                                                                 | Doha                                                                     | Qatar                                                                    | 0 – 0                                                                    | Australia                                                                | Qual. Mondiali 2010                                                      | -                                                                        |                                                                          |
| 10-6-2009                                                                | Sydney                                                                   | Australia                                                                | 2 – 0                                                                    | Bahrein                                                                  | Qual. Mondiali 2010                                                      | -                                                                        |                                                                          |
| 12-8-2009                                                                | Limerick                                                                 | Irlanda                                                                  | 0 – 3                                                                    | Australia                                                                | Amichevole                                                               | -                                                                        |                                                                          |
| 10-10-2009                                                               | Sydney                                                                   | Australia                                                                | 0 – 0                                                                    | Paesi Bassi                                                              | Amichevole                                                               | -                                                                        |                                                                          |
| 14-10-2009                                                               | Melbourne                                                                | Australia                                                                | 1 – 0                                                                    | Oman                                                                     | Qual. Coppa d'Asia 2011                                                  | -                                                                        | 79’                                                                      |
| 14-11-2009                                                               | Mascate                                                                  | Oman                                                                     | 1 – 2                                                                    | Australia                                                                | Qual. Coppa d'Asia 2011                                                  | -                                                                        | 17’ 89’                                                                  |
| 19-6-2010                                                                | Rustenburg                                                               | Ghana                                                                    | 1 – 1                                                                    | Australia                                                                | Mondiali 2010 - 1º turno                                                 | -                                                                        | 24’                                                                      |
| 9-10-2010                                                                | Sydney                                                                   | Australia                                                                | 1 – 0                                                                    | Paraguay                                                                 | Amichevole                                                               | -                                                                        | 87’                                                                      |
| 10-1-2011                                                                | Doha                                                                     | India                                                                    | 0 – 4                                                                    | Australia                                                                | Coppa d'Asia 2011 - 1º turno                                             | 1                                                                        | 72’                                                                      |
| 14-1-2011                                                                | Doha                                                                     | Australia                                                                | 1 – 1                                                                    | Corea del Sud                                                            | Coppa d'Asia 2011 - 1º turno                                             | -                                                                        | 76’                                                                      |
| 18-1-2011                                                                | Doha                                                                     | Australia                                                                | 1 – 0                                                                    | Bahrein                                                                  | Coppa d'Asia 2011 - 1º turno                                             | -                                                                        |                                                                          |
| 22-1-2011                                                                | Doha                                                                     | Australia                                                                | 1 – 0 dts                                                                | Iraq                                                                     | Coppa d'Asia 2011 - Quarti di finale                                     | 1                                                                        | 18’                                                                      |
| 25-1-2011                                                                | Doha                                                                     | Uzbekistan                                                               | 0 – 6                                                                    | Australia                                                                | Coppa d'Asia 2011 - Semifinale                                           | 1                                                                        | 53’                                                                      |
| 29-1-2011                                                                | Doha                                                                     | Australia                                                                | 0 – 1 dts                                                                | Giappone                                                                 | Coppa d'Asia 2011 - Finale                                               | -                                                                        | 103’                                                                     |
| 29-3-2011                                                                | Mönchengladbach                                                          | Germania                                                                 | 1 – 2                                                                    | Australia                                                                | Amichevole                                                               | -                                                                        | 80’                                                                      |
| 11-11-2011                                                               | Mascate                                                                  | Oman                                                                     | 1 – 0                                                                    | Australia                                                                | Qual. Mondiali 2014                                                      | -                                                                        | 55’                                                                      |
| 29-2-2012                                                                | Melbourne                                                                | Australia                                                                | 4 – 2                                                                    | Arabia Saudita                                                           | Qual. Mondiali 2014                                                      | 1                                                                        |                                                                          |
| 2-6-2012                                                                 | Copenaghen                                                               | Danimarca                                                                | 2 – 0                                                                    | Australia                                                                | Amichevole                                                               | -                                                                        | 69’                                                                      |
| 8-6-2012                                                                 | Mascate                                                                  | Oman                                                                     | 0 – 0                                                                    | Australia                                                                | Qual. Mondiali 2014                                                      | -                                                                        | 59’                                                                      |
| Totale                                                                   |                                                                          | Presenze                                                                 | 58                                                                       |                                                                          | Reti                                                                     | 17                                                                       |                                                                          |

### Statistiche da allenatore
Statistiche aggiornate al 14 luglio 2024. In grassetto le competizioni vinte.
| Stagione            | Squadra             | Campionato          | Campionato | Campionato | Campionato | Campionato | Coppe nazionali | Coppe nazionali | Coppe nazionali | Coppe nazionali | Coppe nazionali | Coppe continentali | Coppe continentali | Coppe continentali | Coppe continentali | Coppe continentali | Altre coppe | Altre coppe | Altre coppe | Altre coppe | Altre coppe | Totale | Totale | Totale | Totale | % Vittorie | Piazzamento |
| Stagione            | Squadra             | Comp                | G          | V          | N          | P          | Comp            | G               | V               | N               | P               | Comp               | G                  | V                  | N                  | P                  | Comp        | G           | V           | N           | P           | G      | V      | N      | P      | %          | Piazzamento |
| ------------------- | ------------------- | ------------------- | ---------- | ---------- | ---------- | ---------- | --------------- | --------------- | --------------- | --------------- | --------------- | ------------------ | ------------------ | ------------------ | ------------------ | ------------------ | ----------- | ----------- | ----------- | ----------- | ----------- | ------ | ------ | ------ | ------ | ---------- | ----------- |
| 2017-2018           | Crawley Town        | FL2                 | 46         | 16         | 11         | 19         | FACup+CdL       | 1+1             | 0+0             | 0+0             | 1+1             | -                  | -                  | -                  | -                  | -                  | EFL         | 3           | 0           | 0           | 3           | 51     | 16     | 11     | 24     | 31,37      | 14°         |
| ago. 2018           | Crawley Town        | FL2                 | 5          | 2          | 1          | 2          | FACup+CdL       | 0+1             | 0+0             | 0+0             | 0+1             | -                  | -                  | -                  | -                  | -                  | EFL         | -           | -           | -           | -           | 6      | 2      | 1      | 3      | 33,33      | Eson.       |
| Totale Crawley Town | Totale Crawley Town | Totale Crawley Town | 51         | 18         | 12         | 21         |                 | 3               | 0               | 0               | 3               |                    | -                  | -                  | -                  | -                  |             | 3           | 0           | 0           | 3           | 57     | 18     | 12     | 27     | 31,58      |             |
| set.-nov. 2018      | Notts County        | FL2                 | 12         | 3          | 4          | 5          | FACup+CdL       | 1+0             | 0+0             | 0+0             | 1+0             | -                  | -                  | -                  | -                  | -                  | EFL         | 2           | 0           | 0           | 2           | 15     | 3      | 4      | 8      | 20,00      | Sub., Eson. |
| 2020-mar. 2021      | Oldham Athletic     | FL2                 | 33         | 11         | 7          | 15         | FACup+CdL       | 3+2             | 2+1             | 0+0             | 1+1             | -                  | -                  | -                  | -                  | -                  | EFL         | 4           | 3           | 0           | 1           | 42     | 17     | 7      | 18     | 40,48      | Eson.       |
| ago.-set. 2021      | Barnet              | NL                  | 7          | 0          | 2          | 5          | FACup           | 0               | 0               | 0               | 0               | -                  | -                  | -                  | -                  | -                  | -           | -           | -           | -           | -           | 7      | 0      | 2      | 5      | &0,00      | Eson.       |
| 2024                | Yokohama Marinos    | J1                  | 23         | 8          | 5          | 10         | CI+CdL          | 2+0             | 2+0             | 0+0             | 0+0             | ACL                | 8                  | 5                  | 1                  | 2                  | -           | -           | -           | -           | -           | 33     | 15     | 6      | 12     | 45,45      | Eson.       |
| Totale carriera     | Totale carriera     | Totale carriera     | 126        | 40         | 30         | 56         |                 | 11              | 5               | 0               | 6               |                    | 8                  | 5                  | 1                  | 2                  |             | 9           | 3           | 0           | 6           | 154    | 53     | 31     | 70     | 34,42      |             |

## Palmarès

### Giocatore

#### Club

##### Competizioni nazionali
- Coppa d'Inghilterra: 1

Liverpool: 2005-2006
- Community Shield: 1

Liverpool: 2006
- Supercoppa di Turchia: 1

Galatasaray: 2008

##### Competizioni Internazionali
- UEFA Champions League: 1

Liverpool: 2004-05
- Supercoppa UEFA: 1

Liverpool: 2005

##### Competizioni giovanili
- FA Youth Cup: 1

Leeds United: 1996-1997

#### Nazionale
- Coppa d'Oceania: 1

2004

#### Individuale
- Calciatore dell'Oceania dell'anno: 3

1999, 2001, 2003